# 다카시마다이라역
다카시마다이라역(일본어: 高島平駅, たかしまだいらえき)은 일본 도쿄도 이타바시구에 있는 철도역이다.

## 역 구조
섬식 승강장 2면 4선의 고가역에서 엘리베이터가 있다. 에스컬레이터는 메구로 방향 승강장만 설치하였다. 아침 저녁의 러시아워 이외는 기본적으로 1,4번 선을 사용한다.
1968년부터 1976년까지 유치 설비와 차량기지가 있는 이 역이 미타 선의 종점이었다.
2번 선은 회송 전철이나 당역발 메구로 행, 니시타카시마다이라 방면에 정차하는 3번 선은 회송 전철이나 메구로 발 당역 종착 열차가 정차한다. 현재 3번 선에서 발차하는 영업 열차는 존재하지 않는다.

### 승강장
| 번선 | 노선    | 행선                                                     | 비고                                  |
| ---- | ------- | -------------------------------------------------------- | ------------------------------------- |
| 1・2 | 미타 선 | 스가모・오테마치・시로카네타카나와・메구로・도큐 선 방면 | 메구로 역에서 도큐 메구로 선으로 직통 |
| 3・4 | 미타 선 | 니시타카시마다이라 방면                                  |                                       |

## 역 주변

### 동구

#### 남쪽
- 다카시마다이라 녹지 공원

#### 북쪽
- 도쿄 도 교통국 시무라 차량 검수장
- 국제 흥업 버스 다카시마다이라 조차장
- 이타바시 구립 열대환경 식물관
- 이타바시 구립 다카시마다이라 온수 수영장
- 신가시 육상 경기장

### 서구

#### 남쪽
- 이타바시 구립 다카시마다이라 도서관
- 이타바시 구청 다카시마다이라 구민 사무소
- 다카시마다이라 경찰서
- 이타바시니시 우체국
- 아카쓰카 공원

#### 북쪽
- 도쿠마루가하라 공원

## 역사
- 1968년 12월 27일: 6호선 (현재 미타 선) 개업, 시무라역으로 영업 개시.
- 1969년 8월 1일: 시무라 역에서 다카시마다이라역으로 개명.
- 1976년 5월 6일: 당역 ~ 니시타카시마다이라 역간 연장 개통으로 중간역이 됨.

## 인접역
| 도쿄 도 교통국 미타 선    | 도쿄 도 교통국 미타 선 | 도쿄 도 교통국 미타 선                        |
| ------------------------- | ---------------------- | --------------------------------------------- |
| I 24 니시다이 메구로 방면 | 미타 선                | 신타카시마다이라 I 26 니시타카시마다이라 방면 |